# Iglesia del Hermano San Rafael Arnaiz (Burgos)

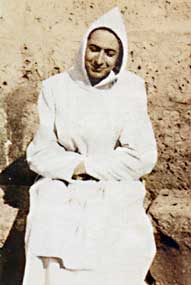
Hermano San Rafael Arnaiz

La Iglesia Parroquial del Hermano San Rafael Arnaiz es un templo católico levantado en el siglo XX en Burgos (Castilla y León, España). 
El templo está situado en la calle Condesa Mencía n.º 110. La primera piedra se colocó el 20 de diciembre de 1994, cuando era arzobispo de Burgos Santiago Martínez Acebes. Su consagración por monseñor Martínez Acebes tuvo lugar el 27 de abril de 1997.